# Jurat (administració)
Els jurats eren magistrats municipals amb facultats rectores i executives, de les poblacions dels regnes de València, Mallorca i Aragó i en algunes del Principat de Catalunya (Girona, Vic, Vilafranca del Penedès) equivalent a conseller, cònsol, paer o procurador.

## Els jurats en el Regne de València
A partir del 1245, la ciutat de València es governà amb quatre jurats, segons un privilegi concedit per Jaume I. L’any 1278, Pere el Gran va ampliar aquest nombre a sis, dividint-los entre les tres mans: dos representants de la mà major, dos de la mà mitjana i dos de la mà menor. Tot i aquesta ampliació, les Corts de València van decidir mantenir el sistema original de quatre jurats. Posteriorment, el 1321, Jaume II va recuperar el model de sis jurats, aquesta vegada compost per dos cavallers o generosos i quatre ciutadans, un esquema que va perdurar fins a l’aplicació del Decret de Nova Planta, amb l’excepció dels anys 1520-1521, durant els quals el poder municipal fou assumit per la Germania valenciana. Durant aquest període, es va establir que dos dels jurats ciutadans serien un artista i un menestral.
L’elecció dels jurats es realitzava la vigília de Pentecosta, a partir d'una llista de 24 candidats —12 ciutadans i 12 cavallers o generosos— que era prèviament ratificada pel rei. Els noms es seleccionaven per sorteig mitjançant el sistema de rodolins, i el primer cavaller elegit assumia el títol de jurat en cap. Per a ésser jurat calia tenir més de 25 anys i ésser veí de València o haver-hi residit més de 20 anys. No podia ésser suspès per cap oficial reial. En llur gestió havien d'ésser assessorats sempre pel Consell General i llurs funcions i prerrogatives equivalien a les dels consellers de Barcelona i, com aquests, vestien gramalla.

## Els jurats en el Regne de Mallorca
L'any 1249, a Mallorca es va introduir un nou sistema de govern basat en jurats, que va reemplaçar els antics prohoms escollits per vot popular. A la ciutat, el consell estava format per sis membres, mentre que a les zones rurals n'hi havia tres o quatre, coneguts com a jurats de fora. Els rols es distribuïen de manera específica: el jurat en cap havia de ser un cavaller, seguit de dos ciutadans, dos mercaders i, finalment, un menestral.
Les eleccions se celebraven cada any per Nadal. Inicialment, els jurats sortints designaven els seus successors per cooptació amb el règim de franquesa. A partir de 1397, però, es va instaurar un mecanisme més elaborat sota la direcció del Gran i General Consell, que combinava el sorteig amb la votació. Aquest procediment, regulat per la pragmàtica d’Anglesola, va experimentar diverses revisions: va ser eliminat el 1404, reactivat el 1405, i tornat a suspendre el 1426, abans de ser restaurat. El 1440 es va implementar el sistema de concòrdia, que proposava tres candidats per conseller i en seleccionava un per sorteig entre els més votats. No obstant això, el sistema de franquesa es va reintroduir temporalment el 1444, fins que el règim de sac i sort es va establir definitivament el 1447 com a mètode principal d’elecció.
També es va establir un sistema d'incompatibilitats, d'acceptació forçosa del càrrec, de períodes durant els quals els qui havien ocupat càrrecs no podien esser reelegits i de gratuïtat de l'ofici. Així es creà una juraria poderosa, amb una àmplia autonomia, on es concentrava tota la iniciativa administrativa.
Aquesta estructura municipal va subsistir fins al 1715, quan s'imposaren les institucions castellanes a través del Decret de Nova Planta. Llavors s'implantà un sistema basat en els regidors. Dels setze regidors perpetus nomenats directament per Felip V, dotze eren nobles i quatre ciutadans, la qual cosa suposava un predomini absolut de propietaris i rendistes.